# Sphenodon punctatus
La tuátara común (Sphenodon punctatus) es una especie de saurópsido esfenodontos de la familia Sphenodontidae.

## Descripción
Superficialmente es parecido a un lagarto midiendo unos 50 cm de largo y pesando de entre 0.5 a 1 kg. Es capaz de sobrevivir a temperaturas más bajas que otros reptiles.
Son animales longevos, llegando a vivir más de un siglo sin embargo, se reproducen lentamente alcanzando la madurez sexual a los 10 años de vida. La puesta se produce a intervalos de 4 años y a los huevos les toma de entre doce a quince meses para eclosionar.
Al igual que otras especies de reptiles, posee un tercer ojo en la parte superior del cráneo. Este ojo les sirve para absorber rayos ultravioletas y así producir vitamina D.

## Subespecies
Se reconocen como válidas dos subespecies:
- Sphenodon punctatus punctatus (Gray, 1842)
- Sphenodon punctatus reischeki Wettstein, 1943

## Conservación
Su estado de conservación de acuerdo con la Unión Internacional para la Conservación de la Naturaleza es de "Preocupación menor" desde 1996, con actualización en 2019 manteniendo dicha clasificación. Sin embargo, previamente había sido catalogada como Raro en 1992 por el Libro Rojo de Especies Amenazadas de la UICN. Por otra parte, el Servicio de Pesca y Vida Silvestre de Nueva Zelanda cree que está en peligro en la totalidad o al menos una parte significativa de su territorio.